# Pachychilon pictum
Pachychilon pictum is een straalvinnige vissensoort uit de familie van de eigenlijke karpers (Cyprinidae). De wetenschappelijke naam van de soort is voor het eerst geldig gepubliceerd in 1858 door Heckel & Kner.